# Kalle och chokladfabriken (2005)
Kalle och chokladfabriken (engelska: Charlie and the Chocolate Factory) är en amerikansk-brittisk musikalisk fantasyfilm från 2005 i regi av Tim Burton. Filmen är baserad på Roald Dahls barnbok Kalle och chokladfabriken.

## Handling
Kalle Spann bor med sina föräldrar i stadens fattigaste kvarter. Hans favoritgodis är chokladen från fabriken i samma stad men det är inte ofta han har råd att köpa någon. En dag får de veta att chokladfabrikens ägare Willy Wonka har lagt in biljetter i fem av chokladkakorna där vinnarna bjuds på en gratis rundvandring på fabriken och gratis choklad för resten av livet.
En vecka innan Kalle fyller år får han en chokladkaka men tyvärr innehåller den ingen vinst. Men så hittar Kalle en 10 dollars-sedel på gatan, köper en ny chokladbit och i den ligger en av vinsterna. Tillsammans med de fyra andra pristagarna får Kalle och hans farfar nu vara med om rundvandringen i den hemlighetsfulla fabriken. De övriga vinnarna är en tjock pojke som älskar choklad, en bortskämd flicka som får allt hon pekar på av sin rika pappa, en målinriktad flicka som är bäst i världen på att tugga samma tuggummi längst tid och en TV-beroende, aggressiv pojke.

## Om filmen
Filmen hade världspremiär våren 2005 och sverigepremiär den 16 september.
Skådespelaren Gene Wilder som spelade Willy Wonka i den tidigare filmatiseringen Willy Wonka och chokladfabriken var inte nöjd över den nya filmen. Han berömde Johnny Depp som skådespelare, men ansåg däremot att han inte passade i rollen som Willy Wonka.
Röstrollen som farfar Johan i den svenskspråkiga versionen blev röstskådespelaren Hans Lindgrens sista filmroll.

## Rollista i urval
- Johnny Depp – Willy Wonka
- Freddie Highmore – Charlie Bucket (Kalle Spann)
- David Kelly – Farfar Joe (Johan)
- Helena Bonham Carter – Charlies mamma
- Noah Taylor – Charlies pappa
- Jordan Fry – Micke Tevén
- Julia Winter – Erika Salt
- AnnaSophia Robb – Violetta Fagervy
- Missi Pyle – Violettas mamma
- Philip Wiegratz – August Glupsk
- Deep Roy – Oompa Loompa
- Christopher Lee – Dr. Wilbur Wonka

### Svenska röster
- Andreas Rothlin Svensson – Willy Wonka
- Eddie Hultén – Kalle Spann
- Hans Lindgren – Farfar Johan
- Sharon Dyall – Fru Spann
- Peter Sjöquist – Herr Spann
- Ewa Fröling – Farmor Johanna
- Hans Wahlgren – Morfar Georg
- Lena-Pia Bernhardsson – Mormor Georgina
- Hugo Paulsson – Micke Tevén
- Julia Winter – Erika Salt
- Alvia Elfstrand – Violetta Fagervy
- Emil Smedius – August Glupsk
- Magnus Rongedal – Oompa Loompa
- Irene Lindh – Fru Glupsk
- Roger Storm – Herr Tevén
- Claes Ljungmark – Herr Salt
- Maria Rydberg – Fru Fagervy
- Stephan Karlsén – Dr. Wilbur Wonka
- Simon Sjöquist – Willy Wonka som barn